# 保罗·格雷厄姆
保罗·格雷厄姆（英語：Paul Graham，1964年11月13日—），美国程序员、风险投资家、博客作者和技术作家。他以Lisp方面的工作而知名，也是最早的Web应用Viaweb的创办者之一，后来被雅虎以美金5千万餘元收购，成为Yahoo! Store。共同创办了具有影响力的创业加速器和种子资本公司Y Combinator。
他是几本计算机编程书籍的作者，包括：《关于Lisp》、《ANSI通用Lisp》和《黑客与画家》等。科技记者史蒂文·列维曾将格雷厄姆描述为“黑客哲学家”。
格雷厄姆出生在英国，在那里他和他的家人拥有永久居住权。然而，他也是美国的公民，在那里他接受教育、生活和工作直到2016年。

## 生平
他出生于英格兰多塞特郡韦茅斯。1968年和家人一起搬到匹兹堡，1986年获得康奈尔大学的哲学学士学位，随后进入哈佛大学，1988年和1990年分别获得计算机科学方向的硕士和博士学位，并在罗德岛设计学院和佛罗伦萨绘画艺术学院学习过绘画。

### 天使投資
2005年他与人共同创建了创业投资公司Y Combinator，先后投资了数十家创业公司，包括reddit、Justin.tv等。公司的新闻网站Hacker News是访问量最高的技术新闻信息来源之一。

### 私人生活
2008年，他与Y Combinator的另一位创办者杰西卡·利文斯顿结婚。

## 散文
「反駁金字塔」來自保羅·格雷厄姆《如何反驳》（How to Disagree）一文（2008年3月）：

網路上也流傳著不同的中文譯本。

## 著作[7]
- 《Hackers & Painters》（2004）（中譯版《黑客與畫家》）
- 《On Lisp》（1993）
- 《ANSI Common Lisp》（1995）